# Peter Hasenberg
Peter Hasenberg (* 19. September 1953 in Gelsenkirchen) ist ein deutscher Filmexperte.
Hasenberg studierte Anglistik und Germanistik an der Universität Bochum und wurde 1981 mit einer Arbeit über Handlungsstrukturen in Shakespeares Tragödien promoviert. Von 1978 bis 1987 war er wissenschaftlicher Assistent am Englischen Seminar der Universität Bochum. Seit 1988 ist er Referent für Film und medienpolitische Grundsatzfragen der Deutschen Bischofskonferenz in Bonn. Seit 1989 ist er Vorsitzender der Katholischen Filmkommission für Deutschland. Seine Filmkritiken erscheinen häufig im Katholischen Filmdienst.